# 三对角矩阵算法
三对角矩阵算法（英語：tridiagonal matrix algorithm），又称为托马斯算法（Thomas algorithm，名称源于英国数学家卢埃林·托马斯）是数值线性代数中的一种算法，通过简化形式的高斯消元法求解三对角矩阵。包含n个未知数的三对角方程组可以写成
{\displaystyle a_{i}x_{i-1}+b_{i}x_{i}+c_{i}x_{i+1}=d_{i},\,\!}
其中{\displaystyle a_{1}=0\,}、 {\displaystyle c_{n}=0\,}。写成矩阵形式则为
{\displaystyle {\begin{bmatrix}{b_{1}}&{c_{1}}&{}&{}&{0}\\{a_{2}}&{b_{2}}&{c_{2}}&{}&{}\\{}&{a_{3}}&{b_{3}}&\ddots &{}\\{}&{}&\ddots &\ddots &{c_{n-1}}\\{0}&{}&{}&{a_{n}}&{b_{n}}\\\end{bmatrix}}{\begin{bmatrix}{x_{1}}\\{x_{2}}\\{x_{3}}\\\vdots \\{x_{n}}\\\end{bmatrix}}={\begin{bmatrix}{d_{1}}\\{d_{2}}\\{d_{3}}\\\vdots \\{d_{n}}\\\end{bmatrix}}.}
高斯消去法在求解一般线性方程组时需要{\displaystyle O(n^{3})}时间复杂度，但对于三对角系统则只需{\displaystyle O(n)}复杂度。

## 方法
三对角矩阵算法可分为如下两步进行。第一步求解系数{\displaystyle c_{i}'}和{\displaystyle d_{i}'}：
{\displaystyle c'_{i}={\begin{cases}{\begin{array}{lcl}{\cfrac {c_{i}}{b_{i}}}&;&i=1\\{\cfrac {c_{i}}{b_{i}-a_{i}c'_{i-1}}}&;&i=2,3,\dots ,n-1\\\end{array}}\end{cases}}\,}
以及
{\displaystyle d'_{i}={\begin{cases}{\begin{array}{lcl}{\cfrac {d_{i}}{b_{i}}}&;&i=1\\{\cfrac {d_{i}-a_{i}d'_{i-1}}{b_{i}-a_{i}c'_{i-1}}}&;&i=2,3,\dots ,n.\\\end{array}}\end{cases}}\,}
第二步通过回代得到最终结果：
{\displaystyle x_{n}=d'_{n}\,}
{\displaystyle x_{i}=d'_{i}-c'_{i}x_{i+1}\qquad ;\ i=n-1,n-2,\ldots ,1.}